# Dialeto paulistano
O dialeto paulistano é um dialeto do português brasileiro, pela primeira vez classificado pelo filólogo Antenor Nascentes. É falado na cidade de São Paulo e também na Macrometrópole de São Paulo.

## Influências
O dialeto paulistano é conhecido por englobar termos e palavras oriundas dos diversos idiomas falados por seus imigrantes, sendo tais termos inseridos gradualmente no português brasileiro e transferidos para outros dialetos deste idioma.
É fato conhecido que o dialeto paulistano adquiriu características dos idiomas de imigrantes europeus, que começaram a chegar à cidade nas últimas décadas do século XIX. 
Mais de 70% dos italianos que vieram para o Brasil se fixaram no estado de São Paulo, principalmente na  capital paulista. No início do século XX, o italiano e seus dialetos eram tão falados quanto o português na cidade. A fala dos imigrantes fundiu-se à dos locais (dando origem a subdialetos no dialeto próprio da cidade de São Paulo. Bairros como os da Mooca e Bixiga, tradicionais por terem recebido muitos imigrantes no passado, preservam até hoje muitos termos e expressões típicas do norte da Itália. 
Vale lembrar que imigrantes árabes (sírios e libaneses), japoneses, espanhóis e portugueses, também tiveram grande importância no desenvolvimento do falar paulistano, agregando novos termos ao dialeto local, embora tendo pouco impacto sobre o soar do dialeto paulistano, assim como se deu com a integração do italiano ao dialeto local. O livro "Brás, Bexiga & Barra Funda", de Alcântara Machado, os sambas de Adoniram Barbosa e Demônios da Garoa e os poemas modernistas de Juó Bananere, retrataram historicamente a influência italiana sobre o dialeto Paulistano/Paulista. 

## Principais características
- Palatalização de /di/ e /ti/ pelas gerações mais novas, como na maior parte dos dialetos do português falados no Sudeste, a exemplo dos dialetos carioca, fluminense, mineiro e algumas variantes do dialeto caipira: "tio" [ˈtʃiw] e "dia" [ˈdʒiɐ].
- A não palatalização de /di/ e /ti/ pelas gerações mais velhas, com o "t" e "d" pronunciados na ponta da língua, influência dos imigrantes italianos, pronúncia esta em desuso e mais encontrada hoje nos bairros da Mooca e Bixiga.[2]
- Nesse dialeto as fricativas /s/ e /z/ nunca são palatalizadas, ocorrendo até mesmo em caso de virem na frente de consoantes alveolares e dentais (/d/ e /t/), à semelhança do que ocorre com os dialetos mineiro, caipira, sertanejo, brasiliense e sulista: "isto" [ˈistu] e "desde" [ˈdezdʒi].
- Uso do "r tepe" ([ɾ]) no centro expandido entre descendentes de imigrantes europeus.[3]
- A pronuncia do "s" é implosiva tal qual na maioria dos dialetos brasileiros (e em contraste forte com o "s" chiante" dos dialetos carioca e recifense).[4] Exemplo: véspera [ˈvɛspeɾa].[5]
- As palavras "átonas", como as preposições, os artigos e os pronomes oblíquos ficam unidas na forma de palavra fonológica: administração pública [aʤɪministɾaˈsɐ͂ʊ̃ ˈpublika]; vale-refeição [ˈvalɪ xefeɪˈsɐ͂ʊ̃]; ir para-os-ares [ˈiɾ paɾaʊˈzaɾɪs]; espreguiçar-se [ɪspregiˈsaɾsɪ].
- O "o" tônico seguido de consoante nasal não vira nasal como nos outros dialetos do português brasileiro, coisa que faz com que, às vezes, seja pronunciado como vogal aberta.[6] Exemplo: homem [ˈɔmẽĩ] (vs. [ˈõmẽĩ] no padrão geral brasileiro).